# Inturist
VAO Inturist (in russo: Интурист?, contrazione di иностранный турист, traslit. Inostrannyj turist e significante "turista straniero") è un'agenzia di viaggi russa (e precedentemente sovietica) con sede a Mosca. L'azienda è conosciuta anche tramite il nome di Intourist.

## Storia
La compagnia fu fondata il 12 aprile 1929 come la Società per azioni statale (GAO) per il turismo estero nell'URSS "Inturist", il cui compito era la gestione della maggior parte degli accessi di visitatori stranieri e dei loro viaggi all'interno del territorio sovietico.
Nel 1933, per lo sviluppo del turismo, la Inturist venne fusa con la Società per azioni a capitale misto "Otel" ottenendo così una rete di alberghi, ristoranti e veicoli. In quel periodo, il capitale autorizzato della società era di 35 milioni di rubli.

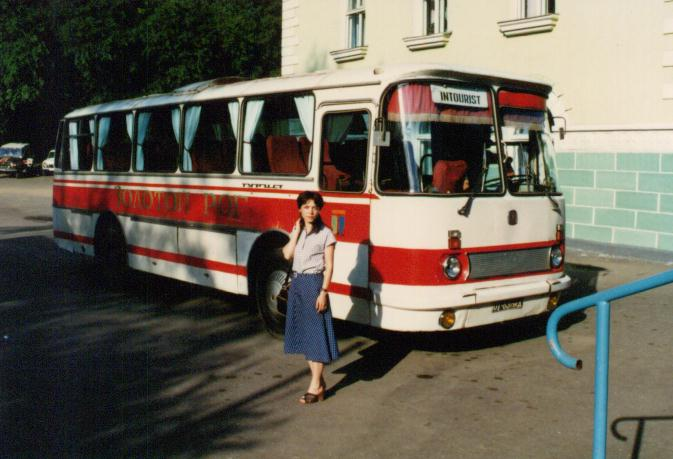
Un autobus LAZ-699 Nahodka della Inturist.

La base materiale della Inturist in continua espansione rese necessaria la costruzione di un garage separato per i veicoli della società. Nel 1934, secondo il progetto dell'architetto Konstantin Melnikov, in collaborazione con l'architetto V.I. Kuročkin, fu costruito un garage per le auto Inturist sulla Suščëvskij Val a Mosca, noto oggi come Garaž Inturist.
Inturist possedeva 27 hotel (2778 camere) e 26 ristoranti. Il parco automobilistico contava 334 auto, di cui l'85% prodotto internamente. Se il fatturato di tutte le imprese Inturist nel 1932 fu di 48 milioni di rubli, nel 1938 era di 98 milioni.
Il numero di impiegati della Inturist crebbe rapidamente negli anni trenta: nel 1932, 1 222 persone lavoravano per la compagnia mentre nel biennio 1934-1936, erano presenti più di 7 000 impiegati. Allo stesso tempo, nell'URSS prebellica, il numero di turisti stranieri era ancora basso: nel 1936, solo 13437 visitatori stranieri entrarono in Unione Sovietica, ma costituì comunque la cifra annuale massima per il periodo prebellico.
Nel 1990, Inturist divenne un ramo indipendente dell'economia nazionale. Possedeva 107 imprese turistiche con 54.000 posti. In quell'anno furono ospitati oltre 2 milioni di turisti stranieri e le entrate derivanti dal turismo ammontarono a 700 milioni $. Nel luglio 1990, la compagnia fu riorganizzata e la partecipazione di controllo è stata acquisita dalla compagnia d'investimenti AFK Sistema. La società è stata rinominata "Società per azioni per il turismo e gli investimenti VAO Inturist". I maggiori azionisti di VAO Intourist erano anche il governo di Mosca e GAO Moskva, impegnati nello sviluppo del potenziale turistico della capitale.
Nel marzo 2006, la società ha acquisito la maggioranza di una partecipazione del 20% del Hotel Cosmos, messo all'asta per iniziativa del Dipartimento dei beni di Mosca. La società divenne immediatamente l'azionista di maggioranza ottenendo il restante 64%.
Nel 2011, VAO Inturist ha fondato una joint venture con Thomas Cook Group con rispettivamente il 49,9 % e il 50,1% della azioni. La nuova attività fu trasferita completamente alla Intourist LLC, che intende continuare ad espandere i servizi e il numero di turisti.

## Azionisti
Al 31 dicembre 2008, i principali azionisti della società erano AFK Sistema (66,2%), Banca di Mosca (25%, detentore nominale) e OAO "GAO Moskva" (8,8%).

## Pubblicazioni
- Visit Crimea, guida del 1930 in lingua inglese dedicata alla Crimea
- Soviet Armenia, guida in inglese dedicata alla RSS Armena